# Бурбенс
Бурбенс (фр. Bourbince) — река во Франции, в регионе Бургундия — Франш-Конте. Левый приток Арру.
Длина — 83,61 км, площадь бассейна — 877 км². Истоки реки расположены вблизи коммуны Монсени, протекает на всём протяжении по территории департамента Сона и Луара, впадая в Арру в Дигуэне. Река на своём течении пересекает 18 муниципалитетов. Бурбенс — часть системы Центрального канала. Крупнейший приток реки — Одраша (48 км). Среднегодовой расход воды в Витри-ан-Шаролле — 7,6 м³/с. Минимальные значения расхода зарегистрированы в августе (2 м³/с), максимальные в феврале(15,3 м³/с).
В коммуне Торси река Бурбенс перегорожена одноимённой плотиной, которая образует водохранилище ёмкость 8,0 млн м³.
В сентябре 1965 году уровень осадков в четыре раза превысил среднегодовую норму, что привело к наводнению, сопровождавшемуся значительным материальным ущербом и гибелью людей.